# 损伤容限
损伤容限（英語：Damage Tolerance）是一种较新的结构设计理论。该理论假设，任何结构材料内部都有来自加工及使用过程的缺陷，而设计者的任务是利用各种损伤理论（如断裂力学）以及给定的外载荷，确定这些缺陷的扩展速度以及结构的剩余强度。
对於经受变化载荷的结构，如飞机、轮船、车辆等，损伤容限设计要结合无损探伤技术和疲劳理论，提供结构的检验期限，以保证结构中存在的裂纹在该期限内不会扩展为临界裂纹。